# کارلو رکالکاتی
کارلو رکالکاتی (ایتالیایی: Carlo Recalcati؛ زادهٔ ۱۱ سپتامبر ۱۹۴۵) بازیکن و مربی بسکتبال اهل ایتالیا بود.
وی همچنین برندهٔ جوایزی همچون نشان شایستگی جمهوری ایتالیا شده‌است.
وی در مسابقات کشوری و بین‌المللی در مجموع برندهٔ ۱ مدال طلا، ۱ مدال نقره، ۴ مدال برنز شده‌است.